# 検見川・真砂スマートインターチェンジ
検見川・真砂スマートインターチェンジ（けみがわ・まさごスマートインターチェンジ）は、千葉県千葉市美浜区において事業中の東関東自動車道のスマートインターチェンジである。名称は仮称である。

## 概要
東関東道では初めてとなるスマートインターチェンジで、本線直結型で建設され、利用可能車種はETC搭載の全車種で24時間運用、東京方面のみの出入可となる予定。
当スマートICの整備により産業や観光の振興などの効果が期待されるとしている。

## 道路
- E51 東関東自動車道

## 沿革
- 2022年（令和4年）9月30日 : 国土交通省より連結許可[2][3]。
- 2026年（令和8年）度：供用開始予定[4]。

## 隣
E51 東関東自動車道
(4)湾岸千葉IC - 検見川・真砂SIC（仮称・事業中） - (5)宮野木JCT